# Atriadops javana
Atriadops javana är en tvåvingeart som först beskrevs av Christian Rudolph Wilhelm Wiedemann 1824.  Atriadops javana ingår i släktet Atriadops och familjen Nemestrinidae. Inga underarter finns listade i Catalogue of Life.